# Ossó de Sió
Ossó de Sió este o localitate în Spania în comunitatea Catalonia în provincia Lleida. În 2006 avea o populație de 236 locuitori.
1. ↑  Nomenclátor Geográfico de Municipios y Entidades de Población (20240402 edition)
2. 1 2   http://www.idescat.cat/pub/?id=aec&n=925&t=2016 Lipsește sau este vid: |title= (ajutor)
3. ↑   https://www.codigo-postal.info/lleida/osso-de-sio Lipsește sau este vid: |title= (ajutor)